# Dawn Lott
Dawn Alisha Lott é uma matemática estadunidense, professora da Delaware State University, onde é professora do Departamento de Ciências Físicas e Computacionais e, desde 2009, diretora do programa de honras da universidade.

## Pesquisa
Suas pesquisa envolvem métodos numéricos para solução de equações diferenciais parciais em mecânica dos sólidos, mecânica dos fluidos e biomecânica. Publicou vários artigos sobre solitons. 

## Formação e carreira
Lott é afro-estadunidense. Graduou-se em matemática em 1987 na Universidade Bucknell, e obteve um mestrado em matemática na Universidade Estadual de Michigan em 1989. Fez seu trabalho de doutorado em ciências da engenharia e matemática aplicada na Northwestern University, obtendo um Ph.D. em 1994. Sua tese, Adaptive Chebyshev Pseudo-Spectral Approximation for Shear Band Formation in Viscoplastic Materials, foi orientada juntamente por Alvin Bayliss e Ted Belytschko.
Após pesquisa de pós-doutorado de 1994 a 1997 na Universidade de Maryland, Lott tornou-se membro do corpo docente do New Jersey Institute of Technology em 1998. Mudou-se para o estado de Delaware em 2003.

## Reconhecimento
Lott foi AWM/MAA Falconer Lecturer em 2011. Sua palestra tratou do tratamento matemático de aneurismas.
Lott foi selecionada como fellow da Association for Women in Mathematics na classe de 2021 "for her deep commitment to the advancement of women as reflected through her many roles in AWM, the National Association of Mathematicians, and other associations as a committee member, leader, mentor, and speaker, and in supervision of several women obtaining the PhD or MS degree".